# 弗兰齐斯卡·韦伯
弗兰齐斯卡·韦伯（德語：Franziska Weber，1989年5月24日—），德国女子皮划艇运动员。她曾代表德国参加2012年和2016年夏季奥林匹克运动会皮划艇比赛，获得一枚金牌和三枚银牌。